# Agneta Linton
Ebba Solveig Agneta Nathorst Linton, född 2 februari 1969 i Stockholm, är en svensk konsthantverkare, kurator och akademisk ledare.
Linton, som är uppväxt i Göteborg, utbildade sig på linjen för keramik och glas på Konstfack, där hon blev master in fine arts 1996. Åren 1996–2007 hade hon en ateljé i Gustavsbergs porslinsfabrik och arbetade främst med ugnsgjutet glas. Lintons verk finns bland annat i Nationalmusei och i Röhsska museets samlingar samt på Glasmuseet i Växjö. Hon har utfört offentliga gestaltningsuppdrag för bland annat Statens konstråd och Region Stockholm.
År 2007 var Linton med och grundade Gustavsbergs konsthall och drev konsthallen i delat chefskap fram till 2013. År 2013 blev hon adjungerad professor på Konstfack. Parallellt med professuren arbetade hon 2014–2019 som konstintendent med ansvar för utställningar och konstsamling vid Eskilstuna konstmuseum. Åren 2019–2021 var hon prorektor på Konstfack och 2021 tillträdde hon uppdraget som prefekt för institutionen för programutbildning fri konst på Kungliga Konsthögskolan i Stockholm.